# Miramont-Latour
Miramont-Latour é uma comuna francesa na região administrativa de Occitânia, no departamento de Gers. Estende-se por uma área de 9,77 km². Em 2010 a comuna tinha 164 habitantes (densidade: 16,8 hab./km²).